# Grabaciones Duarte
Grabaciones Duarte (1958-1960) fue el sello discográfico cubano del polifacético pianista cubano Ernesto Duarte Brito, que acompañado por su propia orquesta, descubrió a varios intérpretes.

## Desarrollo
Ernesto Duarte quien colaboró con numerosos músicos reconocidos y grabó con su Orquesta para RCA Víctor, a partir de la década de los 50 intentaba plasmar su propio proyecto de producción. Tras participar en el lanzamiento de Producciones Gema en 1957, con los hermanos Álvarez Guedes, en 1958 decidió crear su propio sello musical, Grabaciones Duarte.
La discográfica tenía su sede en La Habana, en la calle de San Rafael 704. Sus dos sencillos, en formato de 45 y 78 rpm, fueron con su propia orquesta y estrenando un nuevo talento: Rolo Martínez con dos temas que fueron un gran éxito: “Échame a mi la culpa”, y “Cicuta tibia”, que eran interpretaciones de rancheras en tiempo de bolero.
Ante tal éxito decidieron grabar un LP con Rolo Martínez con boleros, guarachas,  sones montunos y merecumbés. El lanzamiento exitoso de este artista le llevó a ampliar su catálogo y apoyar a otros. Entre los distintos intérpretes con los que grabó están: Fernando González, Tata Ramos, Chucho Álvarez, Chamaco García, el dúo Mirtha y Daisy, Salvador Levy, Israel López (Cachao), Natalia Herrera, Inés María, Celina y Reutilio con los cantores de Ariguanabo, las Orquestas de Neno González, América del 55, Chappottin, Luisito Pla y sus guaracheros, el conjunto Rumbavana y otros muchos.

## Producción
Las grabaciones se hacían en los estudios de Radio Progreso con los músicos de la orquesta de Duarte o los que traían los propios artistas. Hay indicios de que los primeros LP se grabaron en los Estados Unidos, en 1171 Grant Ave, Bronx 56; Nueva York.
Más adelante, los discos se produjeron en la Cuban Plastics & Record Corporation gracias a la amistad de Duarte con Ramón Sabat.
A partir de1959, con la aparición de la Impresora Cubana de Discos S.A, los discos ya se producían en esta nueva fábrica. 

## Catálogo
La discográfica llegó a producir 15 LP’s y 81 single, todos ellos muy reputados. Algunas piezas musicales hoy son objeto de coleccionista por su formato original, el “45”: “Ritmo de palo”, “A la quimbamba” y “Vámonos pa’ la pachanga” de Rolo Martínez, “Camara rio ta’ hondo” del Conjunto Rumbavana, “Me voy pa’ las Villas” y “Mi china me botó” de la Orquesta América del 55, “Vamos a salcocha” de la orquesta de Neno González, “Dulce cañadonga” de Raúl Planas y “Esa chiquita es candela” de Luisito Pla y sus guaracheros.
En concreto existe una leyenda acerca del último sencillo producido, el LPD-1616 «A bailar con el Conjunto Rumbavana” de 1960, que se atribuye un pago o recompensa de un cadillac por parte de Duarte al Ricardo Ferro, el director de Rumbavana, por su buen hacer en la venta de discos y que este aparecería en la portada que nunca se llegó a realizar.  La cuestión es que cada vez que este disco se encontraba en su primera edición, aparecía desprovisto de su carátula. Sin embargo, este último sencillo se grabó en las inmediaciones de mayo de 1960, muy cerca al tiempo de las nacionalizaciones de empresas y su intervención. Para esas fechas todos los catálogos discográficos como Panart, Puchito, Kubaney, Velvet, Modiner y muchos otros vieron truncados sus procesos de producción, quedando paralizados desde el diseño hasta la fabricación de la portada y los discos. Así que es muy probable que si se lanzó al mercado entre tanta prisa, se hizo con una simple funda de papel.
En 1961 Ernesto Duarte Brito abandonó Cuba y se instaló en España. En Madrid actuó en el Biombo Chino y en Radio Madrid con su orquesta Sabor Cubano. En 1974 funda un nuevo sello discográfico, Duher, y remasteriza sus antiguas grabaciones, y otras nuevas, con la participación de su hijo, Tito Duarte, el grupo Caña Brava y el músico cubano Juanito Márquez. El disco del conjunto Rumbavana se comercializó en su segunda edición bajo este sello.